# Jack Robson
John „Jack“ Robson (* 24. Mai 1860 in Durham; † 11. Januar 1922 in Manchester) war ein englischer Fußballtrainer und -manager.

## Karriere
Robson begann seine Trainer- und Managerkarriere beim FC Middlesbrough. Er führte den FC Middlesbrough von einem Amateurklub zu einem Profiklub. Der Engländer war auch der allererste Manager und Trainer von Crystal Palace. Des Weiteren trainierte er Brighton & Hove Albion und war der erste offizielle Trainer bei Manchester United, der nicht als Sekretär bezeichnet wurde. Robson starb in seinem Amt als ManU-Coach am 11. Januar 1922 an Lungenentzündung.

### Stationen
- FC Middlesbrough
- Crystal Palace
- Brighton & Hove Albion
- Manchester United (1914–1922)

| Personendaten    | Personendaten                          |
| ---------------- | -------------------------------------- |
| NAME             | Robson, Jack                           |
| ALTERNATIVNAMEN  | Robson, John                           |
| KURZBESCHREIBUNG | englischer Fußballtrainer und -manager |
| GEBURTSDATUM     | 24. Mai 1860                           |
| GEBURTSORT       | Durham, England                        |
| STERBEDATUM      | 11. Januar 1922                        |
| STERBEORT        | Manchester, England                    |